# Кухари-Скотники
Кухари-Скотники (пол. Kuchary-Skotniki) — село в Польщі, у гміні Червінськ-над-Віслою Плонського повіту Мазовецького воєводства.
Населення — 214 осіб (2011).
У 1975-1998 роках село належало до Плоцького воєводства.

## Демографія
Демографічна структура станом на 31 березня 2011 року:
|          | Загалом | Допрацездатний вік | Працездатний вік | Постпрацездатний вік |
| -------- | ------- | ------------------ | ---------------- | -------------------- |
| Чоловіки | 106     | 13                 | 78               | 15                   |
| Жінки    | 108     | 16                 | 67               | 25                   |
| Разом    | 214     | 29                 | 145              | 40                   |